# Xserve
De Xserve was het eerste "echte" servermodel van de Apple Macintosh. De machine was geschikt om in een standaard 48 cm (19") rack te worden geplaatst en heeft een standaard hoogte van 1U (44 mm (1 3/4").
De eerste modellen beschikten over een enkele PowerPC G4-processor, al snel werden ze standaard met een dual PowerPC G5-processor uitgevoerd. Latere modellen waren uitgerust met Intel Xeon-processoren, die op een klokfrequentie van 3,0 GHz draaiden.
De Xserve onderscheidde zich van de directe concurrenten door een zeer complete uitvoering: zo was hij standaard uitgevoerd met dubbel gigabit ethernet en beschikte hij over harde schijven van hoge kwaliteit. Op 5 november 2010 maakte Apple bekend dat ze per 31 januari 2011 stopte met de verkoop van de Xserve.

## Specificaties
De Xserve was een uitbreidbare server die gebruikt kan worden voor verschillende functies, alleen of in een cluster. Hieronder waren de verschillende configuratie te bekijken. Voor de plaatsing in een cluster bood Apple de zogenaamde Xserve RAID aan.
De Intel Xserves waren verkrijgbaar vanaf medio oktober 2006.
|                 | Standaard Configuratie                  | Maximale Configuratie                                        |
| --------------- | --------------------------------------- | ------------------------------------------------------------ |
| Processor       | 2x2 GHz, Intel Xeon (Core 2 Duo)        | 2x3 GHz, Intel Xeon (Core 2 Duo)                             |
| Grafische Kaart | ATI Radeon X1300 PCI Express, 64 MB     | ATI Radeon X1300 PCI Express, 256 MB                         |
| Intern geheugen | 1 GB, ECC FB-DIMM DDR2 (667 MHz)        | 32 GB, ECC FB-DIMM DDR2 (667 MHz)                            |
| Opslag          | 80GB, 7200 rpm, SATA HD                 | 3x 750 GB, 7200 rpm, SATA HD of 3x 300 GB, 15000 rpm, SAS HD |
| Netwerk         | 2x 10/100/1000BASE-T (Gigabit)-ethernet | Dual-Channel Ultra320 SCSI PCI-X Card                        |